# Nghị viện Algérie
Nghị viện Algérie gồm 2 viện:
- Hội đồng Dân tộc (thượng viện)
- Đại Hội đồng Nhân dân Algérie (hạ viện)